# Брен-сюр-Сей
Брен-сюр-Сей (фр. Brin-sur-Seille ) — коммуна во французском департаменте Мёрт и Мозель, региона Лотарингия. Относится к  кантону Мальзевиль.

## География
Брен-сюр-Сей расположен в 16 км к востоку от Нанси. Соседние коммуны: Бьонкур на севере, Аттийонкур на северо-востоке.

## История
Деревня Брен-сюр-Сей находилась на линии фронта во время войн с Германией в 1871 и 1914 годов. В Первую мировую войну (1914—1918 годы) была полностью разрушена.					

## Демография
Население коммуны на 2010 год составляло 653 человека.
| 1962 | 1968 | 1975 | 1982 | 1990 | 1999 | 2010 |
| ---- | ---- | ---- | ---- | ---- | ---- | ---- |
| 420  | 556  | 549  | 603  | 601  | 577  | 653  |